# Željko Komšić
Željko Komšić (Sarajevo, 20 gennaio 1964) è un politico bosniaco, membro croato della Presidenza della Bosnia ed Erzegovina.

## Prima presidenza (2006–2014)

### Elezioni generali del 2006
Komšić era il candidato dell'SDP BiH per il seggio croato alla Presidenza della Bosnia ed Erzegovina nelle elezioni generali bosniache del 2006. Ha ricevuto 116.062 voti, pari al 39,6% davanti a Ivo Miro Jović (HDZ BiH; 26,1%), Božo Ljubić (HDZ 1990; 18,2%), Mladen Ivanković-Lijanović (NSRzB; 8,5%), Zvonko Jurišić (HSP; 6,9%) e Irena Javor-Korjenić (0,7%). Ha prestato giuramento il 6 novembre 2006.
La vittoria di Komšić è stata ampiamente attribuita a una scissione nel partito HDZ BiH, che ha consentito all'SDP di ottenere la maggioranza dei voti bosgnacchi. I croati hanno visto Komšić come un rappresentante illegittimo dei croati bosniaci perché è stato eletto principalmente dagli elettori bosniaci.

### Elezioni generali 2010
Alle elezioni generali in Bosnia ed Erzegovina del 2010, Komšić ha ottenuto 337.065 voti, il 60,6% del totale. È stato seguito da Borjana Krišto (HDZ BiH; 19,7%), Martin Raguž (HK; 10,8%), Jerko Ivanković Lijanović (NSRzB; 8,1%), Pero Galić (0,3%), Mile Kutle (0,2%) e Ferdo Galić (0,2%).
La vittoria elettorale di Komšić nel 2010 è stata fortemente contestata dai rappresentanti politici croati e generalmente vista come una frode elettorale. Vale a dire, ogni cittadino della federazione può decidere se votare per un rappresentante bosniaco o croato. Tuttavia, poiché i bosniaci costituiscono il 70% della popolazione della Federazione e i croati solo il 22%, un candidato in corsa per rappresentare i croati alla presidenza può essere effettivamente eletto anche senza una maggioranza nella comunità croata, se un numero sufficiente di elettori bosniaci decide di votare su un ballottaggio croato . Ciò è accaduto nelle elezioni generali in Bosnia ed Erzegovina del 2006 e nelle elezioni generali in Bosnia ed Erzegovina del 2010, quando Komšić, di etnia croata, sostenuto dal multietnico partito socialdemocratico di Bosnia ed Erzegovina.